# Omnium
Omnium (från latin omnium "av allt" eller "alltings", genitiv av omnia, "allt") är en typ av mångkamp inom bancykling vilken består av fyra delgrenar som avgörs samma dag. De fyra delgrenarna är i den ordning de genomförs:
Scratch: 10 km (damer 7,5 km till och med 2024).
Tempolopp: 10 km (damer 7,5 km till och med 2024).
Elimineringslopp: Sträckan beror av antalet deltagare och banans längd.
Poänglopp: Herrar 25 km, damer 20 km.
Slutplaceringen i tävlingen avgörs av en poängsumma där poäng erhålls i varje delgren enligt:
- I de tre första delgrenarna får vinnaren av grenen får 40 poäng, tvåan får 38, trean 36 och så vidare (två poäng mindre per placering) ner till tjugonde plats (2 poäng). Deltagare som inte placerar sig bland de tjugo främsta i en delgren, men fullföljer denna, erhåller en poäng. Om en deltagare tappar två varv på klungan i scratch eller tempolopp utgår denne ur det aktuella loppet (men är kvar i omnium-tävlingen), erhåller sin placeringspoäng men med ett avdrag på 40 poäng (exempel: om en deltagare blir upphunnen av klungan för andra gången och utgår, och det då blir 19 deltagare kvar, det vill säga kommer på tjugonde plats, vilket ger två poäng, blir poängen för denne i loppet -38.)
- I det avslutande poängloppet erhållna (eller förlorade) poäng.

Högst poängsumma vinner. I det fall två, eller flera, deltagare hamnar på samma slutpoäng avgörs deras inbördes placering av deras placeringar i den sista spurten i poängloppet (det vill säga dettas målgång).
Mellan varje delgren är det, "om möjligt, minst 30 minuter paus".
I det fall att antalet anmälda deltagare överstiger banans kapacitet skall kvalificeringsheat köras i form av poänglopp.
Omnium infördes vid europamästerskapen 2010 (både för herrar och damer). Dessförinnan fanns det två olika omniumtyper vid EM: sprintomnium (infört 1995 för herrar och 2008 för damer) och uthållighetsomnium (infört 1995 för herrar och 1997 för damer). Vid  världsmästerskapen har omnium ingått sedan 2007 för herrar och 2009 för damer. Vid Olympiska spel infördes omnium 2012 för både herrar och damer (och ersatte då poänglopp och individuellt förföljelselopp).

## Utveckling

### Från 1917 till 1990/1991

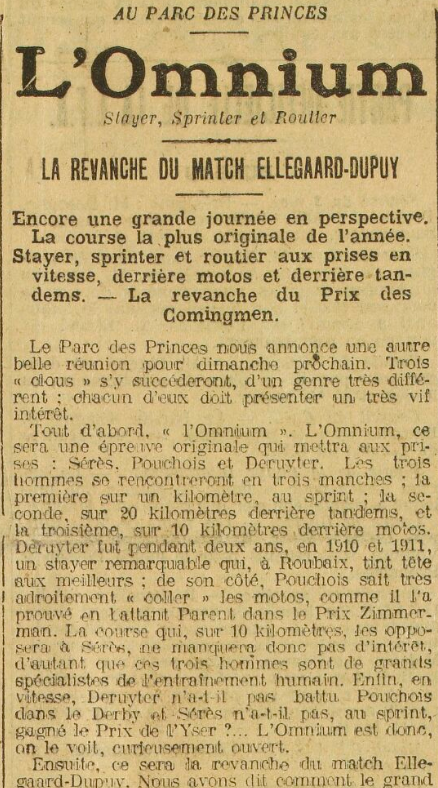
Första omnämnandet av ett omnium-lopp. L'Auto 8 maj 1917. Loppet gick fem dagar senare och samma dag kördes även, bland annat, ett lopp mellan dansken Thorvald Ellegaard och fransmannen Marcel Dupuy.

Söndagen den 13 maj 1917 kördes den första mångkampen på velodromen Parc des Princes i Paris. Den kallades "L'Omnium" och arrangerades av sporttidningen L'Auto på initiativ av dess chefredaktör Henri Desgrange som startat det första Tour de France fjorton år tidigare. Det var tre deltagare (en sprinter, en stayercyklist och en landsvägscyklist) som möttes i tre grenar: 1333 m sprint (två varv på den 666,66 m långa banan), ett tiokilometers stayer-lopp (med motorcykelpace) och ett tjugokilometerslopp som hade pace av tandemcykel. Loppet, som vanns av fransmannen Georges Sérès (som blev tvåa, etta och tvåa, vilket gav sammanlagd platssiffra fem), blev en succé.. Fler lopp arrangerades, på allt fler platser, och en fjärde gren tillkom, individuellt förföljelselopp – men formatet varierade och andra grenar, som elimineringslopp och poänglopp, ingick från och till.
Efter andra världskrigets slut organiserades omniumtävlingar som kallades "europamästerskap", men dessa hade ingen officiell status och dessutom var de öppna även för icke-européer. Från 1946 till 1959 hölls fjorton sådana inofficiella EM, sju av dem vanns av Rik van Steenbergen och bland andra deltagare finner man namn som Fausto Coppi, Ferdi Kübler, Louison Bobet och Hugo Koblet. 1959 bildades organisationen Union Européenne des Vélodromes d’hiver och det första "officiella" europamästerskapet (även detta vunnet av van Steenbergen), kallat "europeiska vintermästerskapen" - hiver betyder "vinter" och mästerskapen hölls inomhus (varje vinter, men ibland före, ibland efter, nyår, vilket gjorde att det vissa kalenderår hölls två mästerskap och andra inget). Den störste inom omnium var sedan Patrick Sercu som från 1965 till 1980 vann elva europamästerskapstitlar, ofta genom att slå Eddy Merckx (som dock blev europamästare 1975). 1972 erkändes dessa europamästerskap av UCI och de arrangerades därefter av FICP (Fédération Internationale de Cyclisme Professionnel) till 1990 då Europeiska cykelunionen, UEC, bildades (och europamästerskapen upphörde att arrangeras – det sista mästerskapet hölls i december 1990). Innan dess var tävlingarna fortfarande öppna även för icke-européer (vilket framgår av att, exempelvis, australiern Danny Clark blev europamästare fem gånger från 1978 till 1987).

### Från 1995 till 2006
Uthållighetsgrenarna hade dominerat omnium (poänglopp, elimineringslopp och förföljelselopp var då tävlingarnas "hörnstenar") och 1995 beslutade UCI/UEC att europamästerskapen i omnium skulle återinföras och att det skulle avhållas två olika mästerskap: Ett "sprintomnium", bestående av keirin, eliminerinsgslopp, flygande varv (ett tidslopp med flygande start over ett banvarv) och ett individuellt sprint-lopp, samt ett "uthållighetsomnium", bestende av elimineringslopp, poänglopp, scratch och individuellt förföljelselopp.

### Från 2006 till 2010
Omnium infördes i UCI:s regelverk 2006 och det första världsmästerskapet i omnium för herrar hölls 2007.
Då kördes tävlingen på en dag och bestod av, i ordning:
200 m individuellt tidslopp med flygande start
Scratch 5 km
Individuellt förföljelselopp 3000 m (utan finalomgång)
Poänglopp 15 km med sex spurter
Tidslopp 1000 m
För damer infördes Omnium vid VM 2009.
Slutplaceringen avgjordes av den sammanlagda placeringssiffran för de ingående grenarna. Vinnaren av en delgren fick en poäng, tvåan två etcetera... och den med lägst poängsumma vann.
Indelningen i två olika europamästerskap (sprint och uthållighet) fortsatte dock till och med 2009.

### Från 2010 till 2014
Efter världsmästerskapen 2010 ändrades reglerna och tävlingen fördelades på två dagar med tre grenar varje dag enligt:
Flygande varv (ett varvs tidslopp med flygande start)
Poänglopp (herrar 30 km, damer 20 km, antal spurter beroende på banvarvets längd)
Elimineringslopp
Individuellt förföljelselopp (herrar 4000 m, damer 3000 m)
Scratch (herrar 10 km, damer 7,5 km)
Tidslopp (herrar 1000 m, damer 500 m)
2011 ökades scratch-loppen till 15 km för herrar och 10 km för damer.

### Från 2014 till 2016
Från juni 2014 ändrades den inbördes ordningen mellan grenarna och poängloppet ökades till 40 km för herrar och 25 km för damer. Därtill ändrades poängsystemet för delgrenarna så att, i stället för att räkna placeringssiffror, vinnaren av delgrenen (ej poängloppet) får 40 poäng, tvåan 38 etcetera, till vilken poängloppets poängsumma läggs, och flest ihopsamlade poäng är vinnare.
Scratch (herrar 10 km, damer 7,5 km)
Individuellt förföljelselopp (herrar 4000 m, damer 3000 m)
Elimineringslopp
Tidslopp (herrar 1000 m, damer 500 m)
Flygande varv (ett varvs tidslopp med flygande start)
Poänglopp (herrar 40 km, damer 25 km, antal spurter beroende på banvarvets längd)

### Från 2016 till 2024
Till och med 2016 bestod omnium-tävlingar av sex delgrenar, men detta år ströks de tre korta sprintgrenarna och tempoloppet infördes i deras ställe. Detta för att UCI ville lägga tonvikten inom omnium på uthållighetsgrenarna med masstart för att få en bättre balans mellan de olika typerna av grenar i schemat vid mästerskap (exempelvis kan heat/finaler i sprintgrenar, som bara tar några minuter per lopp, köras i de pauser som uppstår mellan de olika delgrenarna i omnium). Dessutom gick man tillbaka till att köra alla delgrenarna samma dag.

### Från 2025
2024 belsutade UCI att sträckorna i damernas scratch- och tempolopp skall vara desamma som herrana kör (det vill säga 10 km i stället för 7,5 km) från och med 1 januari 2025 (men distansen i poänglopp - herrar 25 km, damer 20 km - förändrades ej).

## Olympiska spel
| År   | Herrar              | Herrar           | Herrar                | Damer            | Damer         | Damer             |
| ---- | ------------------- | ---------------- | --------------------- | ---------------- | ------------- | ----------------- |
| År   | Guld                | Silver           | Brons                 | Guld             | Silver        | Brons             |
| 2012 | Lasse Norman Hansen | Bryan Coquard    | Ed Clancy             | Laura Trott      | Sarah Hammer  | Annette Edmondson |
| 2016 | Elia Viviani        | Mark Cavendish   | Lasse Norman Hansen   | Laura Trott      | Sarah Hammer  | Jolien D'Hoore    |
| 2020 | Matthew Walls       | Campbell Stewart | Elia Viviani          | Jennifer Valente | Yumi Kajihara | Kirsten Wild      |
| 2024 | Benjamin Thomas     | Iúri Leitão      | Fabio Van den Bossche | Jennifer Valente | Daria Pikulik | Ally Wollaston    |

## Världsmästerskap

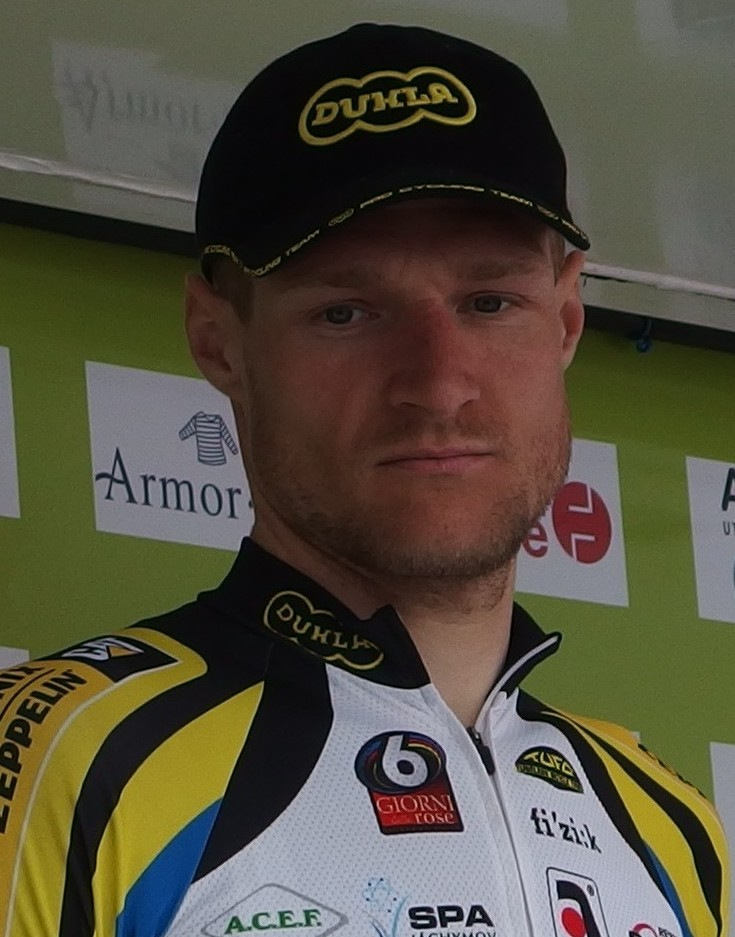
Alois Kaňkovský blev den förste världsmästaren i omnium.

| År   | Herrar            | Herrar               | Herrar               | Damer             | Damer                | Damer                 |
| ---- | ----------------- | -------------------- | -------------------- | ----------------- | -------------------- | --------------------- |
| År   | Guld              | Silver               | Brons                | Guld              | Silver               | Brons                 |
| 2007 | Alois Kaňkovský   | Walter Pérez         | Charles Bradley Huff | Ej instiftat      | Ej instiftat         | Ej instiftat          |
| 2008 | Hayden Godfrey    | Leigh Howard         | Aljaksandr Lisouski  | Ej instiftat      | Ej instiftat         | Ej instiftat          |
| 2009 | Leigh Howard      | Zachary Bell         | Tim Veldt            | Josephine Tomic   | Tara Whitten         | Yvonne Hijgenaar      |
| 2010 | Ed Clancy         | Leigh Howard         | Taylor Phinney       | Tara Whitten      | Elizabeth Armitstead | Leire Olaberria       |
| 2011 | Michael Freiberg  | Shane Archbold       | Gijs Van Hoecke      | Tara Whitten      | Sarah Hammer         | Kirsten Wild          |
| 2012 | Glenn O'Shea      | Zachary Bell         | Lasse Norman Hansen  | Laura Trott       | Annette Edmondson    | Sarah Hammer          |
| 2013 | Aaron Gate        | Lasse Norman Hansen  | Glenn O'Shea         | Sarah Hammer      | Laura Trott          | Annette Edmondson     |
| 2014 | Thomas Boudat     | Tim Veldt            | Viktor Manakov       | Sarah Hammer      | Laura Trott          | Annette Edmondson     |
| 2015 | Fernando Gaviria  | Glenn O'Shea         | Elia Viviani         | Annette Edmondson | Laura Trott          | Kirsten Wild          |
| 2016 | Fernando Gaviria  | Roger Kluge          | Glenn O'Shea         | Laura Trott       | Laurie Berthon       | Sarah Hammer          |
| 2017 | Benjamin Thomas   | Aaron Gate           | Albert Torres        | Katie Archibald   | Kirsten Wild         | Amy Cure              |
| 2018 | Szymon Sajnok     | Jan-Willem van Schip | Simone Consonni      | Kirsten Wild      | Amalie Dideriksen    | Rushlee Buchanan      |
| 2019 | Campbell Stewart  | Benjamin Thomas      | Ethan Hayter         | Kirsten Wild      | Letizia Paternoster  | Jennifer Valente      |
| 2020 | Benjamin Thomas   | Jan-Willem van Schip | Matthew Walls        | Yumi Kajihara     | Letizia Paternoster  | Daria Pikulik         |
| 2021 | Ethan Hayter      | Aaron Gate           | Elia Viviani         | Katie Archibald   | Lotte Kopecky        | Elisa Balsamo         |
| 2022 | Ethan Hayter      | Benjamin Thomas      | Aaron Gate           | Jennifer Valente  | Maike van der Duin   | Maria Martins         |
| 2023 | Iúri Leitão       | Benjamin Thomas      | Shunsuke Imamura     | Jennifer Valente  | Amalie Dideriksen    | Lotte Kopecky         |
| 2024 | Lindsay de Vylder | Simone Consonni      | Yanne Dorenbos       | Ally Wollaston    | Jessica Roberts      | Anita Yvonne Stenberg |

## Europamästerskap[5]

### Sedan 2010

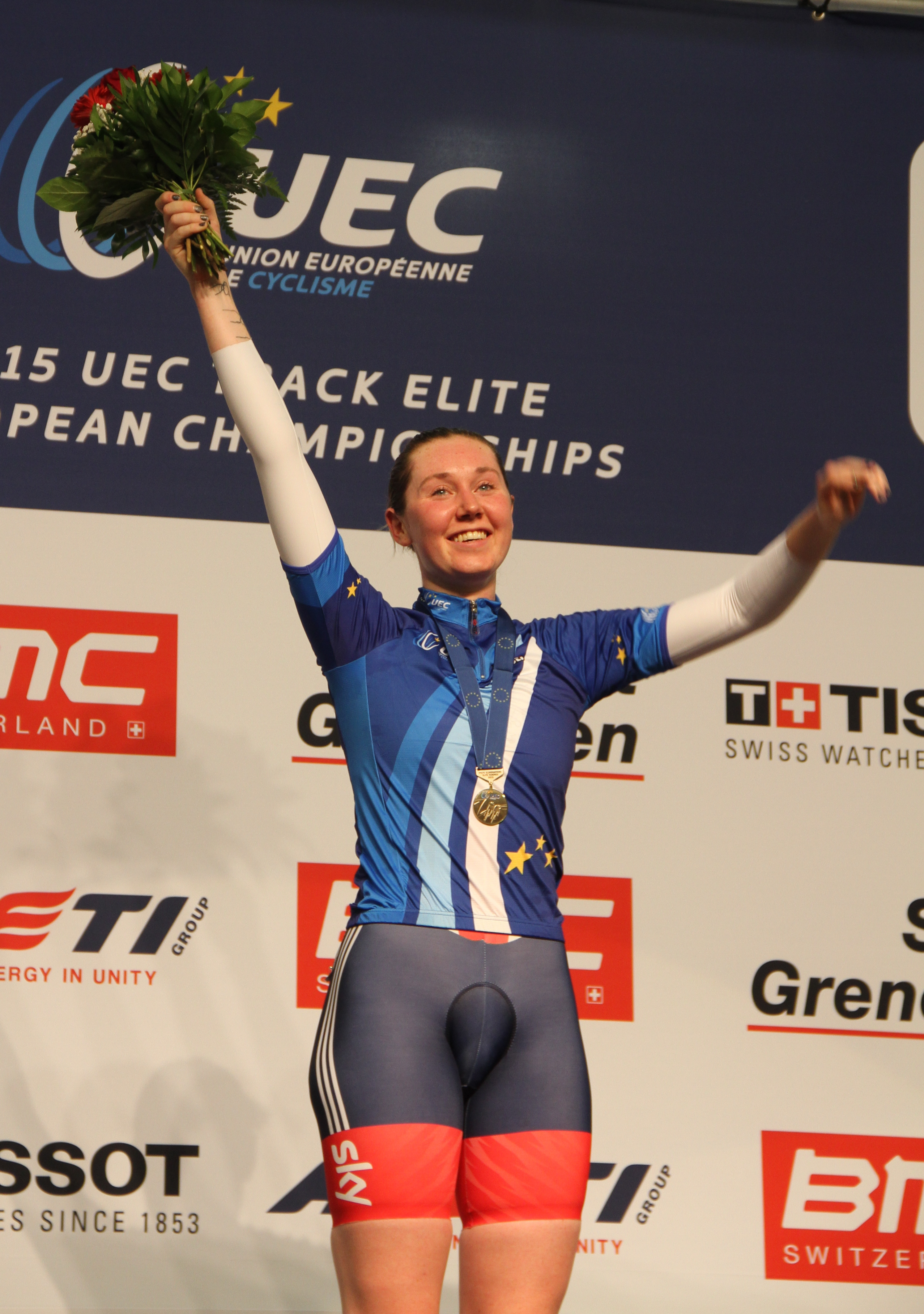
Katie Archibald, fyrfaldig europamästare i omnium (och även dubbel världsmästare). På bilden. som är tagen vid EM 2015 när hon inte deltog i omnium, är det dock en annan disciplin som hon vunnit (individuellt förföljelselopp eller elimineringslopp).

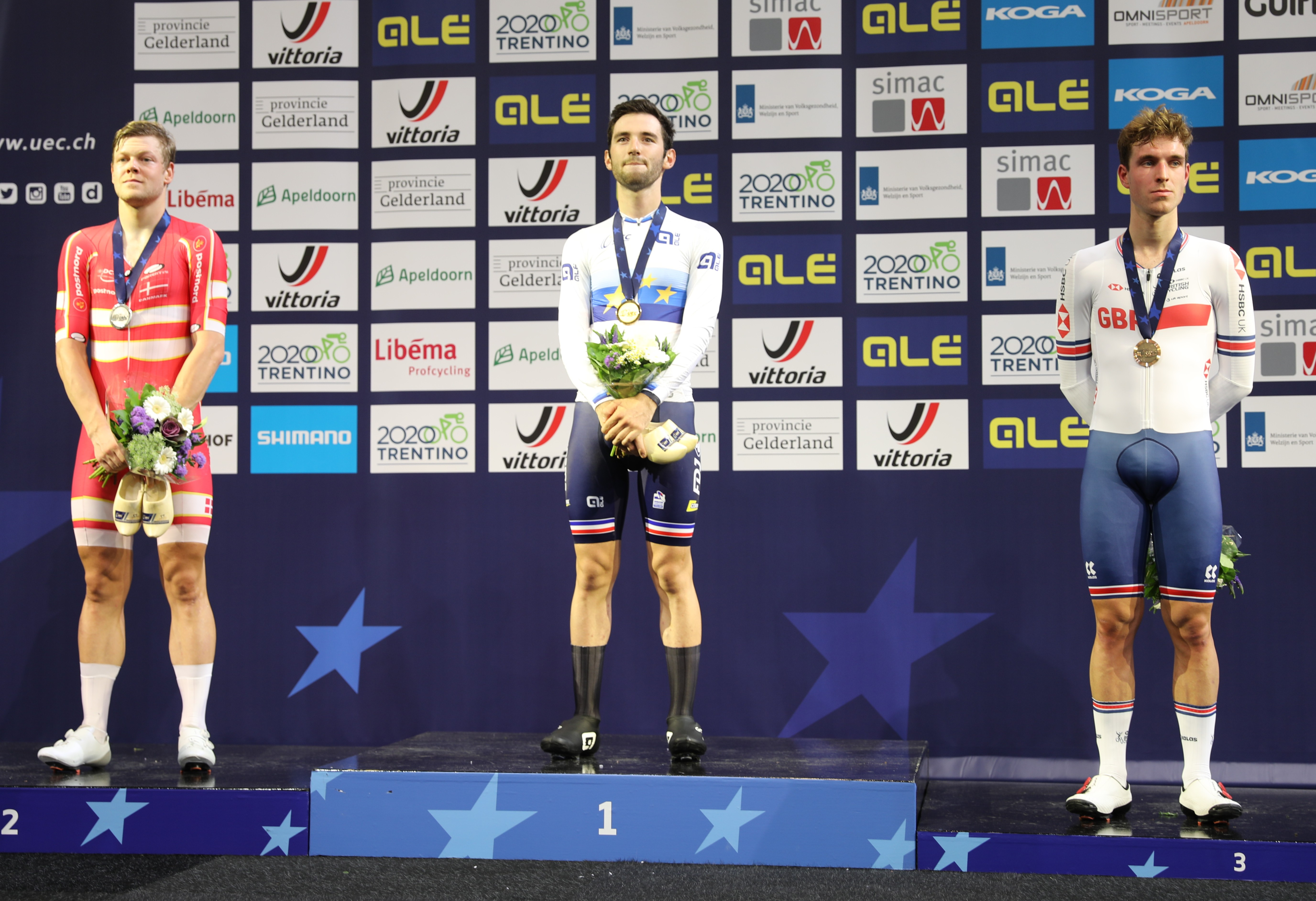
Podiet vid herrarnas omnium i EM 2019.

| År   | Herrar              | Herrar                | Herrar                 | Damer                | Damer                | Damer               |
| ---- | ------------------- | --------------------- | ---------------------- | -------------------- | -------------------- | ------------------- |
| År   | Guld                | Silver                | Brons                  | Guld                 | Silver               | Brons               |
| 2010 | Roger Kluge         | Tim Veldt             | Rafał Ratajczyk        | Leire Olaberría      | Tatstsjana Sjarakova | Malgorzata Wojtyra  |
| 2011 | Edward Clancy       | Bryan Coquard         | Elia Viviani           | Laura Trott          | Tatstsjana Sjarakova | Kirsten Wild        |
| 2012 | Lucas Liss          | Artur Jersjov         | Gediminas Bagdonas     | Tatstsjana Sjarakova | Aušrinė Trebaitė     | Katarzyna Pawłowska |
| 2013 | Viktor Manakov      | Tim Veldt             | Martyn Irvine          | Laura Trott          | Kirsten Wild         | Jolien D'Hoore      |
| 2014 | Elia Viviani        | Jonathan Dibben       | Unai Elorriaga Zubiaur | Laura Trott          | Jolien D'Hoore       | Anna Knauer         |
| 2015 | Elia Viviani        | Lasse Norman Hansen   | Jonathan Dibben        | Laura Trott          | Amalie Dideriksen    | Aušrinė Trebaitė    |
| 2016 | Albert Torres       | Gaël Suter            | Benjamin Thomas        | Katie Archibald      | Kirsten Wild         | Lotte Kopecky       |
| 2017 | Albert Torres       | Julius Johansen       | Benjamin Thomas        | Katie Archibald      | Kirsten Wild         | Elisa Balsamo       |
| 2018 | Ethan Hayter        | Elia Viviani          | Casper Von Folsach     | Kirsten Wild         | Katie Archibald      | Letizia Paternoster |
| 2019 | Benjamin Thomas     | Lasse Norman Hansen   | Oliver Wood            | Kirsten Wild         | Laura Kenny          | Tatsiana Sharakova  |
| 2020 | Matthew Walls       | Jawhenij Karaljok     | Iúri Leitão            | Elisa Balsamo        | Laura Kenny          | Marija Novolodskaja |
| 2021 | Alan Banaszek       | Fabio Van den Bossche | Matias Malmberg        | Katie Archibald      | Victoire Berteau     | Rachele Barbieri    |
| 2022 | Donavan Grondin     | Simone Consonni       | Sebastián Mora         | Rachele Barbieri     | Clara Copponi        | Daria Pikulik       |
| 2023 | Benjamin Thomas     | Simone Consonni       | William Perrett        | Katie Archibald      | Daria Pikulik        | Lotte Kopecky       |
| 2024 | Ethan Hayter        | Niklas Larsen         | Fabio Van den Bossche  | Anita Stenberg       | Neah Evans           | Valentine Fortin    |
| 2025 | Tim Torn Teutenberg | Niklas Larsen         | Philip Heijnen         | Lorena Wiebes        | Maddie Leech         | Amalie Dideriksen   |

### Från 1995 till 2009

#### Uthållighet
| År   | Herrar           | Herrar              | Herrar               | Damer               | Damer                         | Damer                   |
| ---- | ---------------- | ------------------- | -------------------- | ------------------- | ----------------------------- | ----------------------- |
| År   | Guld             | Silver              | Brons                | Guld                | Silver                        | Brons                   |
| 1995 | Peter Pieters    | Franz Stocher       | Jérôme Neuville      | Ej infört           | Ej infört                     | Ej infört               |
| 1996 | Jérôme Neuville  | Guido Fulst         | Peter Pieters        | Ej infört           | Ej infört                     | Ej infört               |
| 1997 | Jérôme Neuville  | Robert Hayles       | Guido Fulst          | Antonella Bellutti  | Ingrid Haringa                | Sally Boyden            |
| 1998 | Olaf Pollack     | Mario Vonhof        | Robert Karśnicki     | Olga Sljusareva     | Leontien Zijlaard-van Moorsel | Svetlana Samochvalova   |
| 1999 | Robert Karśnicki | Lubor Tesař         | Vasyl Jakovlev       | Olga Sljusareva     | Antonella Bellutti            | Debby Mansveld          |
| 2001 | Franco Marvulli  | Alexander Aeschbach | Franz Stocher        | Olga Sljusareva     | Svetlana Ivakhovenkova        | Vera Carrara            |
| 2002 | Franco Marvulli  | Alexander Aeschbach | Roland Garber        | Olga Sljusareva     | Svetlana Ivakhovenkova        | Natalja Karimova        |
| 2003 | Franco Marvulli  | Ljubomyr Polatajko  | Angelo Ciccone       | Olga Sljusareva     | Elena Tchalykh                | Iryna Yanovych          |
| 2004 | Aleksej Markov   | Angelo Ciccone      | Petr Lazar           | Lyudmyla Vypyraylo  | Apollinaria Bakova            | Eleonora Soldo          |
| 2005 | Linas Balčiūnas  | Tomas Vaitkus       | Konstantin Ponomarev | Olga Sljusareva     | Lada Kozlíková                | Gema Pascual Torrecilla |
| 2006 | Jens Mouris      | Rafał Ratajczyk     | Franco Marvulli      | Lada Kozlíková      | Julija Arustamova             | Carolina Lüthi          |
| 2007 | Unai Elorriaga   | Rafał Ratajczyk     | Jens Mouris          | Vera Carrara        | Gema Pascual Torrecilla       | Elke Gebhardt           |
| 2008 | Wim Stroetinga   | Robert Bartko       | Elia Viviani         | Jelena Tsjalykh     | Ellen van Dijk                | Anastasija Tjulkova     |
| 2009 | Rafał Ratajczyk  | Robert Bartko       | Unai Elorriaga       | Jevgenija Romanjuta | Jolien D'Hoore                | Monia Baccaille         |

#### Sprint
| År   | Herrar           | Herrar             | Herrar                 | Damer              | Damer           | Damer              |
| ---- | ---------------- | ------------------ | ---------------------- | ------------------ | --------------- | ------------------ |
| År   | Guld             | Silver             | Brons                  | Guld               | Silver          | Brons              |
| 1995 | Eyk Pokorny      | José Manuel Moreno | José Antonio Escuredo  | Ej infört          | Ej infört       | Ej infört          |
| 1996 | Ainārs Ķiksis    | Pavel Buráň        | Laurent Gané           | Ej infört          | Ej infört       | Ej infört          |
| 1997 | Eyk Pokorny      | Jens Fiedler       | Ainārs Ķiksis          | Ej infört          | Ej infört       | Ej infört          |
| 1998 | Viesturs Bērziņš | Ainārs Ķiksis      | Pavel Buráň            | Ej infört          | Ej infört       | Ej infört          |
| 1999 | John Giletto     | Pavel Buráň        | Roberto Chiappa        | Ej infört          | Ej infört       | Ej infört          |
| 2001 | Pavel Buráň      | Ainārs Ķiksis      | Viesturs Bērziņš       | Ej infört          | Ej infört       | Ej infört          |
| 2002 | Ainārs Ķiksis    | Pavel Buráň        | Viesturs Bērziņš       | Ej infört          | Ej infört       | Ej infört          |
| 2003 | Ainārs Ķiksis    | Ivan Vrba          | Pavel Buráň            | Ej infört          | Ej infört       | Ej infört          |
| 2004 | Damian Zieliński | Grzegorz Krejner   | Pavel Buráň            | Ej infört          | Ej infört       | Ej infört          |
| 2005 | Marco Jäger      | Teun Mulder        | Sergej Ruban           | Ej infört          | Ej infört       | Ej infört          |
| 2006 | Tim Veldt        | Damian Zieliński   | Kasper Lindholm Jessen | Ej infört          | Ej infört       | Ej infört          |
| 2007 | Teun Mulder      | François Pervis    | Arnaud Tournant        | Ej infört          | Ej infört       | Ej infört          |
| 2008 | Theo Bos         | Tim Veldt          | François Pervis        | Yvonne Hijgenaar   | Elise van Hage  | Helena Casas Roige |
| 2009 | Denis Špička     | François Pervis    | Andriy Vynokurov       | Simona Krupeckaitė | Olga Streltsova | Viktoria Baranova  |

## Para-omnium
Para-omnium är en tävlingsform inom paracykel som infördes av UCI den 1 januari 2020. Den består av fyra delgrenar:
200 m med flygande start
Tidslopp 1000 m (herrar) eller 500 m (damer)
Individuellt förföljelselopp (C4 och C5 herrar 4000 m, C1, C2 och C3 herrar samt C1 till C5 damer 3000 m)
Scratch (herrar 15 km, damer 10 km)
Vinnaren i varje delgren får 40 poäng, tvåan 38, trean 36, etcetera (två poäng mindre per placering), ner till tjugonde plats som ger två poäng. Placeringar från 21 och neråt ger en poäng. Högst poängsumma vinner och i händelse av att två eller flera deltagare hamnar på samma poäng avgör placeringen i scratchloppet deras inbördes placeringar.
Bortsett från flygande 200 m räknas loppen i de ingående delgrenarna även som egna grenar (det vill säga att de tävlande i omnium är integereade i dessa lopp}, men bara deltagarna som ingår i omniumtävlingen får omniumpoäng.
Para-omnium körs bara för klasserna C1 till C5 – det vill säga personer som kan hantera en "normal" tvåhjulig cykel för en person (alltså inte för trehjulingar, klasserna T1-T2, eller handcyklar klasserna H1-H5, och ej heller för synskadade med en seende medhjälpare på en tandemcykel, klass B).